# Campeonato Mineiro 2002
In 2002 werd het 88ste Campeonato Mineiro gespeeld voor voetbalclubs uit de Braziliaanse staat Minas Gerais. De competitie werd gespeeld van 3 februari tot 5 mei en werd georganiseerd door de Federação Mineira de Futebol. Caldense werd kampioen.
De beste clubs uit de competitie, Cruzeiro, Atlético Mineiro, América en Mamoré namen dit jaar deel aan de Copa Sul-Minas 2002, een volwaardige competitie die door clubs uit vier staten gespeeld werd. 

## Eindstand
| Plaats | Club        | Wed. | W | G | V | Saldo | Ptn. |
| ------ | ----------- | ---- | - | - | - | ----- | ---- |
| 1.     | Caldense    | 14   | 7 | 5 | 2 | 31:17 | 26   |
| 2.     | Ipatinga    | 14   | 7 | 4 | 3 | 21:13 | 25   |
| 3.     | Villa Nova  | 14   | 7 | 2 | 5 | 26:21 | 23   |
| 4.     | Tupi        | 14   | 5 | 6 | 3 | 22:21 | 21   |
| 5.     | Rio Branco  | 14   | 4 | 5 | 5 | 19:16 | 17   |
| 6.     | URT         | 14   | 3 | 6 | 5 | 10:17 | 15   |
| 7.     | Nacional FC | 14   | 2 | 6 | 6 | 15:26 | 12   |
| 8.     | Uberlândia  | 14   | 3 | 2 | 9 | 11:24 | 11   |

|  | Kampioen   |
|  | Degradatie |

### Kampioen
| Campeonato Mineiro de 2002 |
| -------------------------- |
| CALDENSE 1º Titel          |